# Masicera subpilosa
Masicera subpilosa är en tvåvingeart som först beskrevs av Wulp 1890.  Masicera subpilosa ingår i släktet Masicera och familjen parasitflugor. Inga underarter finns listade i Catalogue of Life.